# Croton sublucidus
Croton sublucidus är en törelväxtart som beskrevs av Johannes Müller Argoviensis. Croton sublucidus ingår i släktet Croton och familjen törelväxter. Inga underarter finns listade i Catalogue of Life.